# Větrný mlýn v Radvanově
Větrný mlýn v Radvanově je zaniklý mlýn holandského typu, jehož ruiny stojí asi 300 metrů severozápadně od obce v lese na vrchu Větrák ve výšce přibližně 602 m n. m. V 70. letech 20. století se uvažovalo o jeho zařazení mezi chráněné památky.

## Historie
Větrný mlýn pracoval kolem poloviny 19. století a sloužil i na lisování řepky olejné.
O jeho výstavbu měla zájem majitelka zámku a velkostatku Radvanova manželka pražského měšťana Josefa Vambery (1817-1879) Anna Vamberová roz. Polz (1815-1868). Na její objednávku vypracoval tesařský mistr Antonín Mrázek na jaře 1855  stavební plán, který byl 22. května 1855 schválen táborským hejtmanstvím. Výkres je proveden na jediném archu papíru, opatřen pečetí hospodářského ředitelství statku Radvanova a schvalovací doložkou hejtmanství. Dochované zbytky mlýna ale tomuto plánu neodpovídají.

## Popis
Z mohutného mlýna se na pozemkové parcele č. 382/1 zachovaly zbytky obvodového zdiva do výšky 6 metrů. Vnější průměr mlýna je 8,7 metru a tloušťka zdí u paty 1 metr. Směrem nahoru se tloušťka zdí zmenšuje dvěma římsami o 12 cm na vnější straně a to vždy po dvou metrech výšky. Stavba byla provedena z lomového kamene, na klenby a ostění byly použity cihly.